# R40 (Rush)
R40 è un cofanetto, pubblicato l'11 novembre 2014 in Canada e Stati Uniti ed il 17 novembre in Europa, che include 5 video concerto in versione DVD (10 dischi) o blu-ray (6 dischi) della rock band canadese Rush, già distribuiti in precedenza: Rush in Rio, R30: 30th Anniversary World Tour, Snakes & Arrows Live, Time Machine 2011: Live in Cleveland e Clockwork Angels Tour. I dischi presentano i medesimi contenuti extra delle versioni singole già pubblicate in passato. Nel caso di Rush in Rio quella presente nel cofanetto rappresenta la prima uscita in formato blu-ray.
Il cofanetto, realizzato per commemorare il 40º anno di attività della band, include un libretto di 56 pagine ed un disco bonus contenente materiale live raro o mai pubblicato, tra i quali spiccano due pezzi inediti risalenti all'inizio carriera del gruppo: I've Been Runnin e The Loser. R40 si posiziona al secondo posto nelle classifiche di vendita statunitensi. Esiste una versione edita dalla Bestbuy (chiamata R40 Completest) nella quale è presente un secondo disco bonus che include vari contenuti speciali - comunque già in precedenza disponibili - e materiale inedito aggiuntivo tratto dal concerto di Toronto del 1997: Animate, Resist e Natural Science.
Il cofanetto è stato certificato oro il 14 dicembre 2017 dalla RIAA

## Tracce
(suddivisione in dischi riferite alla versione blu-ray, per i contenuti far riferimento alle relative pagine)

### Disco 1
Rush in Rio

### Disco 2
R30: 30th Anniversary World Tour

### Disco 3
Snakes & Arrows Live

### Disco 4
Time Machine 2011: Live in Cleveland

### Disco 5
Clockwork Angels Tour

### Disco 6
- Laura Secord Secondary School, St. Catharines (Canada), primavera 1974, Rush Tour (John Rutsey alla batteria) 
 Need Some Love 
 Before and After 
 Best I Can 
 I've Been Runnin 
 Bad Boy 
 The Loser 
 Working Man 
 In the Mood (incompleta)
- Capitol Theatre, Passaic (New Jersey), 10 dicembre 1976, 2112 Tour 
 Bastille Day 
 Anthem 
 Lakeside Park 
 2112 (abbreviata) 
 Fly By Night/In The Mood
- 1988, Hold Your Fire Tour 
 Lock and Key
- Molson Amphitheatre, Toronto, 30 giugno 1997, Test for Echo Tour 
 Limelight 
 Half the World 
 Limbo 
 Virtuality 
 Nobody's Hero 
 Test for Echo 
 Leave That Thing Alone/Drum Solo 
 2112
- I Still Love You Man 2011 (filmato di chiusura del concerto durante il Time Machine Tour)
- Cerimonia di inserimento della band nella Rock & Roll Hall of Fame, 18 aprile 2013, Los Angeles, California

## Formazione
- Geddy Lee – basso elettrico, voce, tastiere, bass pedals
- Alex Lifeson – chitarra elettrica, chitarra acustica, bass pedals, cori
- Neil Peart – batteria, percussioni, percussioni elettroniche
- John Rutsey – batteria, cori